# Subsphaerolaimus seticaudatus
Subsphaerolaimus seticaudatus is een rondwormensoort uit de familie van de Sphaerolaimidae. De wetenschappelijke naam van de soort is voor het eerst geldig gepubliceerd in 1982 door Gourbault & Boucher.